# 新党历史
新黨历史可以追溯到台灣1980年代。最初為1989年的中國國民黨的改革派次級問政團體新國民黨連線，1993年因為反對時任中華民國總統李登輝，8月10日退出中國國民黨自立宣布組黨，8月22日召開記者會宣布新黨正式成立。曾與中華社會民主黨、勞動黨、工黨等統派政黨結盟，1994年12月与中華社民黨合併。目前是中華民國立法院無席次政黨； 幾近於泡沫化政黨。

## 建党前
1988年，蔣經國逝世，李登辉继任国民党主席。1989年8月，立法院內的國民黨少壯派立委以「新國民黨」為名成立問政團體「新國民黨連線」，簡稱「新連線」，組成者都為增額立法委員，訴求國民黨內「黨務改革」。因為接二連三的挑戰國民黨黨中央，反而得罪國民黨當權派，導致在1992年的立委選舉時，新國民黨連線成員有三分之一未能獲得國民黨提名，而其中不獲提名連任的立委，又以本省籍居多。這被認為是國民黨中央要孤立新連線、使其成為一個「外省人政團」的黨內鬥爭。
1992年底立法院首次全面改選，環保署長趙少康、財政部長王建煊辭官參選，大部分未獲中國國民黨中央提名的新國民黨連線成員紛紛自行參選或報准參選，並且獲得勝果。
新國民黨連線成員早期與李登輝總統的關係尚佳，許多人擁護李登輝依照憲法繼任總統。但隨著國民黨內發生一連串通稱為二月政爭的權力角逐之後，俞國華、李煥、郝柏村陸續失勢，新國民黨連線與李登輝的矛盾加劇。
1993年1月，郝柏村被迫辭去行政院長，李登輝全面掌握國民黨的最高權力。從那時起，新國民黨連線成員體認到十四全之後將無法在國民黨內繼續立足，遂有籌組政團、甚至組黨之議。同年3月5日，《新連線通訊雜誌》正式創刊，并於台灣各地舉辦多場「請問總統先生」問政說明會，批判國民黨李登輝主席「叛黨、毀黨、背離中山思想」。3月14日在高雄中學舉辦問政說明會时，发生三一四事件。

## 成立初期
| 政黨名稱   | 政治立場 | 代表群體 |
| ---------- | -------- | -------- |
| 新黨       | 中間偏右 | 中產階級 |
| 中華社民黨 | 左派     | 中產階級 |
| 工黨       | 左派     | 受薪階級 |
| 勞動黨     | 左派     | 受薪階級 |

1993年8月10日宣布脫離國民黨成立新黨。8月22日，新黨以「小市民的代言人」為號召，由58位發起人，於台北市青島東路舉行新黨成立大會。大會通過了新黨黨章，並選出趙少康為第一任「立法院委員會」召集人，陳癸淼為第一任「全國競選暨發展委員會」召集人，王建煊為第一任「全國廉政勤政委員會」召集人。
新黨成立以後，臺灣的第三勢力政黨與新黨靠攏，臺灣政壇開啟了三黨鼎足而立時代。1993年，新黨、中華社會民主黨、勞動黨、工黨結為聯盟，分別代表原國民黨改革派、左派中產階級、勞工階級。該年國父誕辰紀念日，四黨有別於官方舉辦的紀念活動，自行在臺北市青年公園舉行紀念中華民國國父孫中山的萬人集會。
1993年11月24日，許歷農宣布退出國民黨加入新黨。在随后的縣市長選舉中，新黨一共獲得15席省市議員，臺北市長得票數超越於國民黨，並在臺北市議會擁有兩成的席次，在台北縣、新竹市、桃園縣、新竹縣、花蓮縣和台東縣共計獲得四十一萬六千多票，佔得票率5.54%。1994年1月29日，新黨在台閩各地提名31人參選縣議員，結果當選八席，其中台北縣占了五席，台中市、新竹市和台南市各占一席。
1994年11月20日新黨舉辦「愛台北徒步大遊行」。在12月3日的省市長及省市議員選舉中，新党候选人趙少康以424905票、30.17%得票率败于陈水扁，但赢得台北市議員十一席。1994年12月28日中華社會民主黨與新黨對等合併，社民黨在各地的黨務系統改掛新黨招牌投入1994年中華民國省市長暨省市議員選舉。1994年新黨與社民黨合併時，以社民黨系統成立的廣播電台從北到南計有新台北、新中華、新台灣、新新竹與新時代等八家電台，新黨黨中央也於1995年7月成立「新黨之音」 。
| 排名順位 | 姓名   | 代表性       |
| -------- | ------ | ------------ |
| 第一順位 | 陳癸淼 | 閩南族群代表 |
| 第二順位 | 鄭龍水 | 弱勢族群代表 |
| 第三順位 | 林郁方 | 客屬族群代表 |
| 第四順位 | 陳一新 | 外省族群代表 |

1995年接任黨召集人的陳癸淼為本省籍人士，當時的新黨努力朝向一個可以真正代表不同族群的本土性政黨，具體的表現在繼之而來的立法委員選舉全國不分區代表席次的分配上。1995年中華民國立法委員選舉是新黨立黨以來第一次參與的立委選舉，得122萬票，一舉獲得21席，成為當時國會中的關鍵少數 ，並在隨後的國會議長選舉中與民進黨、原住民立委結盟，試圖推動二月政改，與執政國民黨相抗。

## 1996年后
自1997年初起，新黨便不斷陷入內鬨之中，立委朱高正與黃國鐘指控同黨立委姚立明涉及詐財，朱高正與李慶華並召開記者會攻擊新黨全國委員會包庇。隨後朱高正遭新黨開除黨籍。3月，新黨於桃園縣長補選中提名的時任立委賴來焜落敗，秘書長郁慕明與李慶華等人互相指責。10月，立委周荃因不滿新黨的提名策略，抨擊黨中央後，退黨參選臺北縣長。
有政治金童之稱的趙少康在1994年台北市長選舉敗選後，逐步由政壇第一線淡出，轉向媒體發展，投入飛碟電台的經營。1998年，趙少康出任新黨選舉總經理，總管選戰策略，宣佈要打一場「美式造勢選戰」。在選戰策略與選戰議題中，新黨內部產生許多爭議。新黨的重要成員更是頻頻內鬨。
1998年立委及直轄市選舉，新黨原推舉王建煊參選臺北市長，而後馬英九於5月30日突然宣布台北市長選舉，新黨支持者多數轉向支持馬，甚至要求王建煊退選。。選戰最後，新黨在臺北市策略性支持國民黨提名的馬英九，在議員選舉又面臨黨員脫黨參選，不斷內鬨的新聞重傷新黨形象。加上趙少康強制配票的策略，在台北市之外的選區無法見效，選舉結果新黨在直轄市長、立委、市議員得票數皆下挫。國會方面，執政國民黨席次大幅領先，在野黨無法透過結盟制衡執政黨。

## 2000年后
1999年，新黨提名李敖參選2000年中華民國總統選舉，但許多新黨公職人員如國大代表謝仲瑜、邱建勇、張馥堂、台北市議員許淵國卻退黨支持脫離國民黨參選的宋楚瑜，立委朱惠良則轉而與許信良搭檔競選總統，李敖更不斷拋出「許信良、李敖」配、「李慶華、陳文茜」配等組合議題，引發新一波的內鬨。最終連全委會召集人李慶華都宣布辭去召集人、退黨支持宋楚瑜，李敖也表態支持宋。國民黨最終敗選失去政權，而宋楚瑜在2000年3月主導成立了親民黨，新黨立即流失了一部分的支持基礎。許多新黨、國民黨籍立委轉為親民黨，新黨在2000年4月以後正式退居國會第四大黨。
2000年10月，因核四問題，朝野關係趨於緊張，新黨力倡泛國民黨整合，首次提出泛藍的概念，國民黨、親民黨、新黨以及部分無黨籍人士結為在野聯盟，成為國會的絕對多數。但國親新三黨卻未在2001年的立委選舉中合作，親民黨成為新黨最不友善的競爭夥伴，尤其親民黨提名了許多原新黨市議員參選立委，同時帶走了原本新黨的支持者。操盤的謝啟大為了讓新黨維持跨過5%門檻的地位，在各地選區高額提名，致使新黨在該次選舉中遭受創黨以來最大的挫敗，不僅沒有通過5%門檻，在臺灣本島、澎湖沒有獲得任何席次，僅僅在偏遠的金門縣產生唯一的一席立委及縣長，幾乎完全退出國會，退居與台灣吾黨同樣的第五大黨，席次更遠遜於時為第四大黨的台灣團結聯盟。此後各地從政人員逐漸轉投其他政黨，新黨在大部分縣市逐漸失去影響力。
2000年中華民國總統選舉以後，新黨的定位也從與國民兩黨相抗的第三勢力轉為泛國民黨的一份子，在政治訴求上強調泛藍合作。2001年選舉，新黨幾乎全面敗選，黨內要求解散的聲浪曾一度高漲，但在「解散派」投往親民黨之後，留下來的人決議進行黨的改造。從不收黨員的柔性政黨轉變為強調黨務組織的剛性政黨。面對選舉，改走保守穩健提名策略，將主力放在複數選區的縣市議會，不再單獨投入單一選區的行政首長選舉。
2002年中華民國直轄市市長暨市議員選舉，在臺北市各選區各提一議員候選人，選上5席，新黨開始重新在台灣本島基層有了力量。2003年，新黨改為剛性政黨，舉行首次黨員直選黨主席，郁慕明以98.82%的得票率當選黨主席。
2004年中華民國總統選舉，連戰與宋楚瑜敗選，泛藍陣營支持群眾認為319槍擊案影響選舉結果，聚集於凱達格蘭大道抗議，要求中國國民黨、親民黨、新黨合併的呼聲甚大。
2004年中華民國立法委員選舉，新黨與中國國民黨合作，為中國國民黨增加不分區得票，不提不分區名單、國新共推不分區立委曹壽民，除吳成典外的七名新黨候選人以中國國民黨黨員身份參選，在國會仍只維持一席，並持續衰退至國會第六大黨。國新兩黨在總量管制的選舉策略下，賴士葆、雷倩及費鴻泰當選立委，吳成典順利連任、名列不分區的曹壽民也因而當選。2006年直轄市長選舉，郝龍斌由國新共推並當選台北市長。同年，新黨在台北市提名的4席市議員全壘打，全數當選連任。
| 新党参与的1996年与2000年中華民國總統選舉结果 | 新党参与的1996年与2000年中華民國總統選舉结果 | 新党参与的1996年与2000年中華民國總統選舉结果 | 新党参与的1996年与2000年中華民國總統選舉结果 | 新党参与的1996年与2000年中華民國總統選舉结果 |
| 選舉名稱                                     | 候選人                                       | 得票數                                       | 得票率                                       | 當選與否                                     |
| -------------------------------------------- | -------------------------------------------- | -------------------------------------------- | -------------------------------------------- | -------------------------------------------- |
| 1996年中華民國總統選舉                       | 林洋港、郝柏村                               | 1,603,790                                    | 14.9%                                        | 落選                                         |
| 2000年中華民國總統選舉                       | 李敖、馮滬祥                                 | 16,782                                       | 0.13%                                        | 落選                                         |

| 新党参与的1996、2005两届中华民国國民大會代表選舉结果 | 新党参与的1996、2005两届中华民国國民大會代表選舉结果 | 新党参与的1996、2005两届中华民国國民大會代表選舉结果 | 新党参与的1996、2005两届中华民国國民大會代表選舉结果 | 新党参与的1996、2005两届中华民国國民大會代表選舉结果 | 新党参与的1996、2005两届中华民国國民大會代表選舉结果 |
| 名稱                                                 | 得票數                                               | 得票率                                               | 提名席次                                             | 當選席次/總席次                                      | 當選名單 |
| ---------------------------------------------------- | ---------------------------------------------------- | ---------------------------------------------------- | ---------------------------------------------------- | ---------------------------------------------------- | --- |
| 1996年國會                                           | 1,425,896                                            | 13.7%                                                | 83                                                   | 46/334                                               | 潘懷宗(台北市)、王高成(台北市)、羅怡德(台北市)、林忠山(台北市)、李慶元(台北市)、賴士葆(台北市)、紀欣(台北市)、曲兆祥(台北市)、謝仲瑜(高雄市)、荊溪昱(高雄市)、于樹潔(高雄市)、高寶華(台北縣)、謝明輝(台北縣)、吳遠山(台北縣)、劉銘龍(台北縣)、杜震華(台北縣)、湯紹成(台北縣)、吳正群(桃園縣)、邱建勇(桃園縣)、陳盛(桃園縣)、田昭容(新竹縣)、秦紀華(新竹市)、王培珠(苗栗縣)、唐元亮(台中縣)、常照倫(台中市)、楊敏華(台中市)、徐國士(花蓮縣)、吳滄海(基隆市)、李炷烽(金門縣)、曹原彰(連江縣)、許歷農(不分區)、溫梅桂(不分區)、陳義揚(不分區)、宗景宜(不分區)、施純義(不分區)、何振盛(不分區)、李炳南(不分區)、湯阿根(不分區)、李新(不分區)、馮滬祥(不分區)、張馥堂(不分區)、營志宏(僑選)、江素惠(僑選) |
| 2005年國會                                           | 34,253                                               | 0.88%                                                | 26                                                   | 3/300                                                | 周陽山、盧瑞鍾、紀欣 |

## 2008年后
2008年中華民國立法委員選舉中，新黨仍與國民黨合作，賴士葆、費鴻泰由國民黨提名而進入國會，並未單獨提名候選人。至於全國不分區部分，新黨則努力爭取政黨選票，以前立法委員周陽山掛帥、雷倩則名列第二，重返新黨競選連任，得票38.6萬，占3.95%，重回第三大黨的地位，但仍未跨過5%的門檻，無法取得國會席次。至於地方議員選舉，持續採取保守穩健提名策略，不過當選席次仍持續衰退。2010年中華民國直轄市市長暨市議員選舉中，新党仅在台北市議會獲3個席次。
2012年中華民國立法委員選舉，新黨主席郁慕明宣示政黨票要拿下5％以上得票率，立法院至少要有二至三席新黨立委，會集中力量在不分區選舉，也不排除提名都會區立委參選人。不分區提名以郁慕明本人及台北市議員王鴻薇領軍等六人，另提名金門縣前立委吳成典再度參選，結果不分區政黨票因親民黨加入而被瓜分，不足20萬票，得票率不到1.5%，相較於上屆幾乎腰斬，得票低於親民黨、台灣團結聯盟和綠黨，在台中以外的中南部縣市甚至均不及1%。郁慕明坦然面對敗選結果，欲辭去黨主席一職，以示負責。1月19日全委會決議慰留郁慕明，成立「改造發展委員會」，決定未來的走向。
2012年11月26日新黨主席郁慕明宣布，新黨「不再是藍軍」，將跳脫藍綠框架，主張對中國大陸全面開放，為2014年選舉鋪路；民進黨立院黨團書記長蔡其昌表示新黨長期以來的主張，並非台灣的主流價值。幹事長潘孟安則說，「任何一個人的發言，我們都尊重。」 
2014年5月4日主要由新黨所提出的新五四運動，以發揚五四精神、捍衛民主與法治為號召，呼籲國人手持國旗走上凱達格蘭大道，一同譴責太陽花運動以及426凱道反核的行動。根據警政署的統計，截至當日下午2點20分左右，約有1萬餘人參與。張安樂、王炳忠以及正逢母喪的馬以南、馬冰如皆有參與。2014年8月15日，新黨創黨元老陳癸淼病逝。
新黨大舉投入2014年中華民國地方九合一選舉，除了在過去均有議會議席的臺北市高額提名七人之外，分別在新北市、桃園市、高雄市及新竹市，也有提名人選，總共有十九名候選人參選，而新黨主席郁慕明多次宣示，支持中國國民黨的縣市長候選人，例如更在2014年11月22日，國民黨臺北市長候選人連勝文舉行的遊行造勢活動中，新黨更動員了臺北市及新北市共十三名議員候選人及其助選團隊聯袂參與，不過在該次議員選舉中雖高額提名、盼收復失土，但最終因多空降選區且缺乏知名度，導致僅有尋求連任的兩位台北市議員潘懷宗和陳彥伯當選，其餘雖在得票率小有斬獲，不過仍全軍覆沒。
而當時臺北市長當選人柯文哲相當倚重過去由新黨出走的數名學者與專家，例如姚立明（柯文哲競選總幹事，曾任新黨立委）、曲兆祥（曾任新黨國代、臺師大政治系教授）等，過去代表新黨連任兩屆臺北市議員、曾任新北市環保局局長的鄧家基在2014年11月30日選舉結束翌日隨即被柯文哲委任為臺北市首席副市長。

## 2016年后
2016年中華民國立法委員選舉，新黨徵召四連霸臺北市議員潘懷宗經國民黨禮讓後參選臺北市第二選舉區（士林、大同），挑戰尋求連任的民進黨籍立委姚文智，於選前曾與柯文哲一同考察寧夏夜市，引發姚文智不滿；金門縣選舉區則是再度推出前立委吳成典重披戰袍，最終全數以極大差距落敗。後新黨主席郁慕明在22週年黨慶晚會上也宣佈區域立委人選難覓，提名人縮減為五席，並仿造2004年中華民國立法委員選舉模式由國新共推一席不分區，呼籲支持者將政黨票集中支持國民黨，讓國民黨在立法院席次過半，不要造成泛藍選票的浪費。不過，2015年11月27日區域立委登記參選截止，新黨在區域立委的部分最終僅提名最初徵召的兩席；而於2014年底卸任臺北市長的郝龍斌贏得基隆市選舉區國民黨黨內初選，獲國民黨提名參選、新黨背書，不過泛藍整合失利，以國民黨副主席之姿敗給了在地民進黨籍議員蔡適應一萬餘票；立委費鴻泰、賴士葆則獲國民黨徵召競選連任、新黨背書，雙雙當選連任。
2015年11月，由於國民黨總統提名經歷「換柱」風暴，再加上國民黨不分區立委名單引發許多藍軍支持者不滿，原表態不提名不分區立委的新黨主席郁慕明表示，新黨決定在26日上午公佈不分區立委名單，於隔日確認排名、登記參選。
2016年1月16日，新黨在不分區立委的選舉中獲得510,074票，占總票數的4.18%，雖創下了自1998年立委選舉十七年以來的新高，但仍不足5%，無法獲得不分區立委席次，不過這一票數已經大幅超越第八屆立委選舉所獲得之19.5萬票，且超過3.5%門檻，往後四年將獲得政黨補助款一億多元。新黨為除了獲得不分區席次之四黨之外，所有參選政黨中唯一衝破3.5%門檻之政黨，同時也是第五大黨。
2016年2月19日，新党全委會決議將1.02億的政黨補助款，設立「510074公義基金」，將就「國家救亡圖存」、 「小市民急難救助」與「社會教育重建」三部分提供資金上的援助，並不會用在新黨自身的黨務發展。
2016年8月，中國國民黨主席洪秀柱及中華統一促進黨主席張安樂共同出席新黨黨慶。新黨主席郁慕明表示，國民黨在各地有地方黨部，可以負責組織，新黨可負責由國家發展研究院復名的革命實踐研究院，訓練年輕世代，統促黨則負責動員。
2017年8月17日，郁慕明接受各家媒體採訪時表示，新黨與中國國民黨理念已經不同，彼此仍是朋友不是敵人，但因雙方理念已不合，以後未來將各走各的，新黨會在2018年，會推出各縣市首長、議員、村里長候選人，甚至不排除2020年推總統副總統候選人。。
2017年12月19日，王炳忠等4名新黨成員疑涉違反《國家安全法》，遭法務部調查局幹員持臺北地檢署的搜索票搜索住處並帶走調查，偵訊後以證人身份無保請回。12月22日，新黨召開記者會，稱地檢署的搜索行為違反法律，並表示新黨將於25日起推動「直播有理、有理直播」計畫。
2018年8月26日，新黨舉辦25周年黨慶活動，並宣布2018年9合一選舉直轄市與縣市議員候選人名單，台北市提名七席、新北市提名三席，包含潘懷宗、侯漢廷（士林、北投）、趙家蓉（南港、內湖）、林明正（松山、信義）、蘇恆（中山、大同）、陳彥伯（大安、文山）、張榮法（中正、萬華）、王汝聰（新北市板橋）、董俊良（新北市三重、蘆洲）、蔡明璋（新北市中和）等。郁慕明表態台北市長挺中國國民黨的丁守中，至於無黨籍現任台北市長柯文哲部分，郁慕明則說「柯文哲不會怪我」，他強調相信兩岸交流兩人是一路。潘懷宗、侯漢廷当选台北市议员，其余提名人落选。
2019年11月21日，于黨部公布不分區立委名單，前立委邱毅列第一，包括律師陳麗玲、藥師公會全國聯合會政策執行長沈采穎、新黨發言人王炳忠、台灣新住民經貿文化交流協會理事長賀樺、新黨文宣委員會副主委林明正、毒物學博士黃乃芸、牙醫師龐文楚、新黨副秘書長郝永瑞、媒體人楊世光，共10名，最终得票率为1.04%，未跨越5%的门槛，无法分配不分区立委席次。2020年1月14日，新党发表声明表示不会解散。新党强调，他们坚持“和统保台”，主张两岸在一国两制下和平发展，绝不动摇。同時黨主席郁慕明任期已將屆滿卸任。
2020年8月10日，新黨屆滿成立27周年黨慶，預計在2020年8月22日舉辦新黨27周年黨慶活動，以「新時代、新希望」為該活動主軸。

## 外部連結
- 官方网站
- 新党历史的Facebook專頁